# Ait Ouribel
Ait Ouribel (en àrab آيت اوريبل, Āyt Ūrībl; en amazic ⴰⵢⵜ ⵓⵔⵉⴱⵍ) és una comuna rural de la província de Khémisset, a la regió de Rabat-Salé-Kenitra, al Marroc. Segons el cens de 2014 tenia una població total de 9.640 persones.